# The Race (vela)
The Race : No Limit Around The World è stata una corsa a vela immaginata e creata da Bruno Peyron che consiste nel fare il giro del mondo a vela con equipaggio, senza scali e senza assistenza. La sua particolarità è l'aspetto «senza limiti», le barche a vela non sono sottomesse ad alcun limite di dimensione. La prima edizione è partita da Barcellona il 31 dicembre 2000 ed è stata vinta da Grant Dalton sul catamarano Club Med in 62 giorni, 6 ore, 56 minuti e 33 secondi.

## Il concetto
Bruno Peyron è uno specialista dei grandi multiscafi. Negli anni '90, ha stabilito numerosi record con i catamarani Commodore Explorer e Orange. Egli in particolare è il primo detentore del Trophée Jules Verne, che ha conseguito 3 volte; ha inoltre conseguito diversi record di traversate oceaniche.
Il Trophée Jules Verne è un record, i concorrenti possono cercare di realizzarlo quando lo desiderano; si tratta di una gara con il tempo e non contro altri concorrenti. Bruno Peyron desiderava quindi creare una corsa intorno al mondo nella quale i concorrenti si affrontano tra di loro e non contro il tempo. Questa nuova corso è basata sul concetto «senza limiti», cioè una corsa nella quale i concorrenti possono utilizzare la barca a vela che preferiscono senza limiti di dimensioni. Il livello delle performance dei grandi multiscafi ne fanno le barche più adatte a questo genere di corsa, potendo avere delle velocità medie elevate.
Non vi erano corse a vela con equipaggio e senza scali per i multiscafi; le altre corse intorno al mondo sono o erano:
- il Global Challenge, una corsa con equipaggio, a tappe riservata ai monoscafi;
- la Golden Globe Race, una corsa in solitario e senza scalo ma esistita solo nell'edizione del 1968;
- la BOC Challenge / Around Alone / Velux 5 Ocean, una corsa in solitario, a tappe riservata ai monoscafi;
- il Vendée Globe, una corsa in solitario, senza scali riservata ai monoscafi IMOCA 60;
- il Volvo Ocean Race, una corsa con equipaggio, a tappe riservata ai monoscafi;

## Percorso
Il percorso è un giro del mondo passando per i tre capi: capo di Buona Speranza, capo Leeuwin e capo Horn. Gli equipaggi devono quindi attraversare l'oceano Atlantico, l'oceano Indiano e l'oceano Pacifico.
Per la prima edizione, la partenza fu data a Barcellona e la linea d'arrivo era a Marsiglia. Così gli equipaggi hanno dovuto attraversare due volte lo stretto di Gibilterra e hanno navigato nel mar Mediterraneo. Inoltre un passaggio obbligato era passare tre le due isole della Nuova Zelanda.

## Edizioni

### 2000/2001
La realizzazione di questo progetto di Bruno Peyron è stata difficile. Solo due barche sono messe in acqua con sufficiente anticipo per beneficiare di una preparazione sufficiente. Le altre squadra penano a trovare il budget e vedono la loro preparazione ridursi. D'altra parte, una delle due barche costruite per questa corsa, Team Philips di Pete Goss, un catamarano innovatore anti-onde a vele bipode, è abbandonato in mare qualche settimana prima della partenza dopo diverse delusioni e insuccessi.
Sei barche partecipano finalmente alla prima edizione di The Race, la cui partenza è data il 31 dicembre 2000 a Barcellona. Vi partecipano le tre navi gemelle del Chantier Multiplast di Vannes: Club Med (condotta da Grant Dalton), Innovation Explorer (condotta da Loïck Peyron e Skip Novak), e Team Adventure (condotta da Cam Lewis). Le altre tre barche sono PlayStation di Steve Fossett, Warta Polpharma' di Roman Paszke (ex-Commodore Explorer) e Team Legato di Tony Bullimore (ex-ENZA New Zealand).
L'arrivo è fissato a Marsiglia, a partire dal 3 marzo 2001 e fino al 15 marzo 2001.
| Pos | Skipper        | Yacht               | Tempo                 | kn    |
| --- | -------------- | ------------------- | --------------------- | ----- |
| 1   | Grant Dalton   | Club Med            | 62 j 06 h 56 min 33 s | 15,58 |
| 2   | Loïck Peyron   | Innovation Explorer | 64 j 22 h 32 min 38 s |       |
| 3   | Cam Lewis      | Team Adventure      | 85 j 20 h 21 min 02 s |       |
| 4   | Roman Paszke   | Warta Polpharma     | 99 j 12 h 31 min      |       |
| 5   | Tony Bullimore | Team Legato         | 104 j 20 h 52 min     |       |
| DNF | Steve Fossett  | PlayStation         | abbandono             |       |
| DNS | Pete Goss      | Team Philips        | -                     |       |

Da notare che Cam Lewis (su Team Adventure) è arrivato dopo 21 giorni del vincitore, dopo due scali a Città del Capo e a Wellington.
Questa prima edizione è stata ugualmente l'occasione di offrire al grande pubblico e ai media la ritrasmissione della vita quotidiana degli equipaggi grazie alle ultime tecnologie imbarcate. La prima corsa The Race è stata precursore in materia di innovazione nella produzione di immagini «dal vivo» e di comunicazione permettendo una copertura globale dell'evento; tuttavia ciò ha avuto alcuni inconvenienti: il sito web si è ritrovato sommerso dal flusso di connessioni provenienti in particolare dagli Stati Uniti e dall'Asia (800 000 pagine visitate in una giornata), mettendo diversi giorni per essere nuovamente accessibile,.

### 2004
La seconda edizione di The Race, The Race 2, sarebbe dovuta partire il 29 febbraio 2004, cioè quattro anni dopo la prima edizione. Il porto di partenza e di arrivo sarebbe stato Marsiglia. Tuttavia, i concorrenti potenziali avevano rinunciato a questa corsa a profitto dell'Oryx Quest organizzata da Tracy Edwards e finanziata dal Qatar, questa seconda edizione di The Race è stata quindi annullata. Alla fine, l'Oryx Quest rimase un'edizione unica e fu un fiasco finanziario.

### 2013 o 2014
Il 18 febbraio 2010, Bruno Peyron annuncia che una nuova edizione di The Race avrà luogo nel 2013 o nel 2014,.
Sugli 11 G. Class esistenti, lo skipper baulois considera realistico che 6 o 7 di essi possano trovarsi sulla linea di partenza.
Il panorama della seconda edizione potrebbe comprendere dei G Class « No Limit » (Groupama 3, Maxi Banque Populaire V, Team Explorer (ex-Orange II)) e la nuova classe dei 100 piedi (Sodeb'O, Oman, IDEC).

La difficoltà della prossima edizione sarà di far coesistere all'interno della stessa corsa queste due classi di grandi multiscafi dai potenziali differenti. È possibile immaginare l'esistenza di una classifica e di un trofeo speciale per i G100.
Si potrebbe ugualmente ritrovare uno dei 3 110 piedi della prima edizione di The Race (Innovation Explorer diventato successivamente Gitana 13) dal potenziale molto simile ai nuovi 100 piedi; meno probabilmente Doha 2006 (ex-Club-Med) e Team Adventure.
L'obiettivo è alla fine di riunire le 10 barche le più rapide al mondo.

È già ipotizzata una terza edizione di The Race che potrebbe essere un giro del mondo a tappe da svolgersi nel 2016. The Race 3 si ricollegherebbe quindi con il progetto abortito del 2002, The Race Tour.